# Shane Hendrixson
Shane „rapha“ Hendrixson (* 16. März 1989 in Rockford, Illinois) ist ein professioneller US-amerikanischer E-Sportler, der für das Team Liquid spielt. Nach seinem ersten Auftritt im Jahr 2008 gewann er 15 Turniere im Ego-Shooter Quake und gehörte bei fast jedem Turnier zu den Top 3. Aufgrund seiner ruhmreichen Karriere im E-Sport und seinem hervorragenden Spielstil wird Hendrixson als einer der besten Quake-Spieler angesehen.
Besonders auffällig sind seine guten Spielfähigkeiten, die er in einem vergleichsweise geringen Spielpensum von zwei bis sechs Wochen pro Jahr entwickelte und nach vier Jahren Übung dem Clan SK Gaming beitrat. Sein erstes Turnier belegte er mit einem dritten Platz bei der Electronic Sports World Cup 2008. Vor allem zeichnet sich Hendrixson durch seine vorausschauende Spielsweise aus, der neben gutem Timing und schneller Positionierung einen festen Platz im E-Sport errungen hat und daher auch den Spitznamen „five steps ahead“ erhält. Am Ende des Jahres 2008 erreichte Hendrixson den 1. Platz bei der ESWC in Athen, worauf zwei weitere Erstplatzierungen in den Jahren 2009 und 2010 folgten und er sich so seine führende Position sichern konnte. Seine Preisgeldeinnahmen werden auf ungefähr 142.000 USD geschätzt.

## Karriere
Der erste Kontakt mit E-Sport wurde durch seinen Vater bei der Quakecon ermöglicht. Darauf wurde er maßgebend inspiriert vom ehemaligen Sieger dieser Veranstaltung im Jahr 2002 namens John „ZeRo4“ Hill, woraufhin ihm nach eigenen Aussagen das Spiel Quake aufgrund der Balance zwischen Geschwindigkeit, Taktik und Fertigkeiten gefiel. In seiner Jugend wurden seine Spielfähigkeiten kaum bis gar nicht ausgebaut, da seine geschiedenen Eltern keinen Computer und keine Internetverbindung besaßen. Erst nachdem er bei seinem Vater wohnte, wurden die notwendigen Utensilien für das Spielen besorgt und seitdem konnte ihm die tägliche Übung gewährleistet werden.
Da er im Jahr 2008 dem Clan SK Gaming beitrat, konnte er von seinem Idol John Hill persönlich beraten werden und fungierte auch als Mitspieler. Bei der ESWC 2008 in San José erreichte Hendrixson den dritten Platz und konnte bei seinem Sieg bei der ESWC 2008 in Athen gegen Sebastian „Spart1e“ Siira seinen Status als Topspieler sichern. Am 6. November 2012 kündigte Hendrixson seinen Beitritt im ShootMania-Team an. Bei einem Interview mit SteelSeries, einer Einzelhandelskette für Computerspiele und Unterhaltungssoftware, teilte Hendrixson mit, dass er einem möglichen Rücktritt aus dem E-Sport ein Studium für Elektrotechnik mit Spezialisierung auf Mobiltelefone anstrebt.
Nach der Veröffentlichung von Overwatch kooperierte Hendrixson mit den alterfahrenen Quake-Spielern cl0ck und ZeRo4, um an einem LAN-Turnier in Nordamerika teilnehmen zu können. Nach Auflösung der Gruppe folgten gezielte Vorbereitungen auf die Quakecon 2016. Einen Monat nach seiner Erstplatzierung bei der Quakecon 2016 kündigte Team Liquid an, dass Hendrixson als sechstes Mitglied dem Team beigetreten ist.

## Spielstil
Hendrixson ist vor allem bekannt für seine gute Positionierung, seine introvertierte Art und seine Fähigkeit, die Aktionen seiner Gegner vorherzusehen; zurückgeführt wird dies u. a. auf Erfahrungen im Basketballspielen in seiner Jugend. Dementsprechend legt er viel Wert auf den Ausgleich zwischen E-Sport und sportlichen Aktivitäten. Seine größte Stärke ist sein Empathievermögen, womit Hendrixson versucht, mögliche Aktionen der Gegner zu ahnen, indem er taktische und strategische Züge seiner Gegner analysiert und nachvollzieht. Seine Haltung gegenüber Erfolg im E-Sport erklärt er damit, dass hybrisähnliches Verhalten nie zum Erfolg führen wird, sondern Ehrgeiz und Strebsamkeit wichtige Faktoren für den Erfolg darstellen. Er selbst beschreibt sich vor jedem Beginn eines Turniers als nervös und besorgt, aber ist er erstmal in seinem Element, seien sämtliche Sorgen verflogen.

## Erfolge in Quake Live
| Jahr | Turnier                                                      | Platz | Preisgeld |
| ---- | ------------------------------------------------------------ | ----- | --------- |
| 2008 | QuakeCon Capture the Flag Championship                       | 1.    | 5.000 $   |
| 2008 | QuakeCon 1v1 Championship                                    | 4.    | 500 $     |
| 2009 | QuakeCon Masters Championship                                | 1.    | 14.000 $  |
| 2009 | Intel Extreme Masters Season IV Pro/Am Challenge             | 1.    | 1.000 $   |
| 2009 | Intel Extreme Masters Season IV Global Challenge Dubai       | 1.    | 3.000 $   |
| 2009 | Intel Extreme Masters Season IV American Championship Finals | 2.    | 1.500 $   |
| 2010 | Intel Extreme Masters Season IV World Championship Finals    | 1.    | 10.000 $  |
| 2010 | Electronic Sports World Cup                                  | 1.    | 8.000 $   |
| 2010 | Big Bang                                                     | 1.    | 800 $     |
| 2010 | QuakeCon Capture the Flag Championship                       | 3.    | 1.000 $   |
| 2010 | QuakeCon Masters Championship                                | 5.–6. |           |
| 2010 | Intel Extreme Masters Season V Global Challenge: Cologne     | 2.    | 1.700 $   |
| 2010 | Asus Summer                                                  | 3.    | 500 $     |
| 2010 | Intel Extreme Masters Season V American Championship Finals  | 1.    | 3.000 $   |
| 2010 | FnaticMSI PLAY BEAT IT                                       | 1.    | 6.000 $   |
| 2010 | DreamHack Winter                                             | 5.–8. |           |
| 2011 | Intel Extreme Masters Season V World Championship Finals     | 1.    | 8.500 $   |
| 2011 | Ultimate Gaming Championship                                 | 2.    | 1.600 $   |
| 2011 | DreamHack Summer                                             | 2.    | 1.570 $   |
| 2011 | QuakeCon TDM Invitational Masters                            | 4.    |           |
| 2011 | QuakeCon Invitational Masters Championship                   | 1.    | 8.000 $   |
| 2011 | DreamHack Winter                                             | 2.    | 2.137 $   |
| 2012 | DreamHack Summer                                             | 1.    | 4.314 $   |
| 2012 | QuakeCon Championship                                        | 1.    | 1.000 $   |
| 2012 | QuakeCon Invitational Masters Championship                   | 3.    | 3.000 $   |
| 2012 | DreamHack Winter                                             | 2.    | 3.018 $   |
| 2013 | QuakeCon 3v3 Open                                            | 1.    | 1.000 $   |
| 2013 | QuakeCon Intel Masters                                       | 1.    | 9.000 $   |
| 2013 | DreamHack Winter                                             | 2.    | 3.841 $   |
| 2014 | QuakeCon PCPartPicker Open                                   | 2.    | 2.000 $   |
| 2014 | QuakeCon Intel Masters                                       | 5.–8. | 500 $     |
| 2015 | QuakeCon Tri-Masters Duel Division                           | 1.    | 8.000 $   |
| 2015 | QuakeCon Tri-Masters Grand-Master Duel Finals                | 1.    | 8.000 $   |
| 2016 | QuakeCon Duel Masters Championship                           | 1.    | 12.000 $  |

## Erfolge in Quake III Arena
| Jahr | Turnier                                              | Platz  | Preisgeld |
| ---- | ---------------------------------------------------- | ------ | --------- |
| 2006 | Cyberathlete Professional League Championship Finals | 9.–12. | 750 $     |
| 2008 | Electronic Sports World Cup Masters of Athens        | 1.     | 7.500 $   |
| 2008 | Electronic Sports World Cup 2008 Grand Final         | 3.     | 4.000 $   |
| 2008 | Electronic Sports World Cup USA                      | 3.     | 4.000 $   |
| 2008 | Electronic Sports World Cup Masters of Paris         | 13.    |           |

## Erfolge in ShootMania
| Jahr | Turnier                       | Platz  | Preisgeld |
| ---- | ----------------------------- | ------ | --------- |
| 2012 | Curse Invitational Tournament | 1.     | 1.000 $   |
| 2012 | IGN Pro League Season 5       | 3.–4.  | 2.667 $   |
| 2013 | Launch Tournament             | 9.–12. | 500 $     |